# Projekt Mensch
Projekt Mensch ist eine deutsche Band. Als Nebenprojekt von Deutscher W, Sänger bei OHL und Der Fluch, hat sie ihre Wurzeln im Punk, spielt jedoch Neue Deutsche Härte.

## Bandgeschichte
Ursprünglich war geplant, erste Studioaufnahmen bereits 2007 zu machen. Dies verzögerte sich jedoch, obwohl bereits 2007 Interesse von Plattenfirmen vorhanden war. Das erste Album der Band wurde schließlich erst 2011 unter dem Titel Seelenfeuer veröffentlicht. Es erschien bei Dark Bastards, einer eigens gegründeten Abteilung des Labels Sunny Bastards.
Das erste Konzert von Projekt Mensch fand beim Wave-Gotik-Treffen 2012 in Leipzig statt.
2016 erscheint bei Kernkraftritter Records das zweite Album mit dem Titel Herzblut.

## Stil
Die Musik von Projekt Mensch wird als Neue Deutsche Härte mit Punk-Einflüssen wahrgenommen. Deutscher W selbst bezeichnet Projekt Mensch als eine Mischung aus Rammstein und Der Fluch.

## Diskografie
- 2011: Seelenfeuer
- 2016: Herzblut